# Ödgrim
Ödgrim var biskop i Skara och efterträdde omkring 1130 Styrbjörn som biskop i Skara. Han är minnesvärd såsom den som, med hjälp av konung Sverker den äldre, avslutade byggandet av Skara domkyrka, varefter den omkring år 1150 invigdes till Jungfru Marias ära. Han flyttade därmed slutligen domen från Husaby, där den varit sedan Olof Skötkonungs dagar. Han var närvarande vid Lunds domkyrkas invigning 1145. Ödgrim sägs ha avlidit omkring 1157 och ligger begraven i Skara domkyrka.